# Saisiyat (langue)
Pour les articles homonymes, voir Saisiat.
Le saisiyat (ou saisiat, de l'autonyme sajʃijat ou sajʃiɭat) est une langue austronésienne de la branche des langues formosanes parlée à Taïwan par 5 557 Saisiat.

## Variétés
Le saisiyat a deux dialectes :
- Le taai, le dialecte du Nord, parlé dans le comté de Hsinchu.
- Le tungho, le dialecte du Sud, parlé dans le comté de Miaoli.

## Phonologie

### Voyelles
|         | Antérieure | Centrale | Postérieure |
| ------- | ---------- | -------- | ----------- |
| Fermée  | i [i]      |          |             |
| Ouverte | œ [œ]      | e [ə]    | o [o]       |
| Ouverte | æ [æ]      | a [a]    |             |

### Consonnes
|              |              | Bilabiales | Dentales | Alvéolaires | Alvéolaires | Rétrofl. | Dorsales | Dorsales | Glottales |
| ------------ | ------------ | ---------- | -------- | ----------- | ----------- | -------- | -------- | -------- | --------- |
| Centrales    | Latérales    | Bilabiales | Dentales | Palatales   | Vélaires    | Rétrofl. |          |          | Glottales |
| Occlusives   | Occlusives   | p [p]      |          | t [t]       |             |          |          | k [k]    | ʔ [ʔ]     |
| Affriquée    | Affriquée    |            | ʦ [t͡s]   |             |             |          |          |          |           |
| Fricative    | Sourde       |            | s [θ]    |             |             |          | ʃ [ʃ]    |          | h [h]     |
| Fricative    | Sonore       | b [β]      | z [ð]    |             |             |          |          |          |           |
| Nasale       | Nasale       | m [m]      |          | n [n]       |             |          |          | ŋ [ŋ]    |           |
| Liquide      | Liquide      |            |          | r [r]       | l [l]       | ɭ [ɭ]    |          |          |           |
| Semi-voyelle | Semi-voyelle | w [w]      |          |             |             |          | y [j]    |          |           |

## Grammaire

### Typologie
Le saisiyat est une langue à dominante SVO, comme l'illustre cet exemple :
- Korkoriŋ sararaʔ hi ʔojaʔ
- enfant aime accusatif mère
- L'enfant aime (sa) mère

## Sources
- (zh) Chen Kang, Taiwan Gaoshanzu Yuyan, Zhongguo Minzu Xuéyuàn Chubanshe, 1992.
- (en) Chiang Wen-Yu et Fang-Mei Chiang, The Interaction of Syntactic Structure and Postlexical Prosody in Saisiyat of Taiwan, Oceanic linguistics, 47:2, pp. 328-364, 2008.